# 琴台街道
琴台街道，是中华人民共和国河南省平顶山市鲁山县下辖的一个乡镇级行政单位。

## 行政区划
琴台街道下辖以下地区：
建设社区、友谊社区、健康社区、向阳社区、爱民社区、八里仓社区、贾王庄社区、米章社区、刘营社区、宗庄社区、马洼社区和余堂社区。